# Austrigusa
Austrigusa (také Ostrogota) byla na počátku 6. století langobardská královna, podle historika Darryla Rogera Lundyho dcera gepidského krále Thurisinda, jiné zdroje uvádějí pouze nejmenovaného krále Gepidů. Stala se druhou manželkou langobardského krále Wacha. Spolu s Wachem měli dvě děti. První dcera Wisigarda se provdala za Theudeberta I., krále Austrasie z rodu Merovejců. Druhou dceru Waldradu otec Wacho poprvé provdal za Theobalda z Austrasie, podruhé za Chlothara I., krále Franků, a potřetí za Garibalda I. Bavorského.